# Садовець (Куявсько-Поморське воєводство)
Садовець (пол. Sadowiec, нім. Rehberg) — село в Польщі, у гміні Моґільно Моґіленського повіту Куявсько-Поморського воєводства.
У 1975-1998 роках село належало до Бидгощського воєводства.